# GEAR戰士電童
《GEAR戰士電童》（日語：GEAR戦士電童），港譯《數碼傳動戰士》，2000年間日昇動畫製作的機器人動畫，全38話。2003年10月16日在香港無綫電視翡翠台的兒童節目《至NET小人類》播映。

## 故事
17年前，一名少女拿著傳動指揮器從外阿爾克多斯逃亡來到地球。
17年後的一日，剛搬來星見町的小五學生草薙北斗偶然下認識了熟練功夫的出雲銀河，碰巧有一大群加魯法機械獸，從月球的螺旋城飛來。兩人在逃亡中，突然遇到秘密特務組織GEAR的傳動戰士電童，電童與他們產生了感應，並揀選了他們成為駕駛員，在原先的駕駛員貝嘉指導下，他們成功戰勝了加魯法機械獸，從此亦兼負上守護地球的責任。

## 登場人物

### 地球方
草薙北斗（声：進藤尚美林丹鳳龍顯蕙）
電童及凰牙的駕駛員之一，草薙織繪/貝卡的兒子。11歲，星見町小學五年一組，是一個不管面對甚麼情況都可以冷靜跟積極的面對的少年，他的專長是足球和計算。持有貝卡那接手的的黑色傳動指揮器。
出雲銀河（声：松岡洋子區瑞華）
電童的駕駛員之一。11歲，星見町小學五年一組，是一個先行動後思考的少年，雖然他的體育都很好，但是考試的成績都考得很惡劣。由於從小就跟著母親學少林拳，所以電童攻擊的模式大多都是他學得的少林拳的動作。持有吉良國那接手的藍色傳動指揮器。
喜歡偶像團體「C-DRiVE」中的小雪。
貝卡/ 草薙織繪（声：三石琴乃鄭麗麗）
秘密特務組織GEAR的副司令官，神秘的金色長髮美女，真身為阿爾克多斯星的公主，年少時搭乘MDO流亡地球後長大結婚，也就是草薙北斗的母親。為人母時非常慈愛，但作戰時變裝後就變得非常嚴厲。
先前是與吉良國進一同擔任電童的駕駛員，但是當電童自行抉擇了北斗和銀河後便轉職為支援作戰人員。
出任務時主要騎乘武裝摩托車（消耗品，在家裡的秘密地下室裡有一大堆）於現場支援，擁有不俗的駕駛操作力與肉體戰鬥能力，使用緞帶與炸彈陀螺攻擊。
因其阿爾克多斯星人的髮色太過顯眼，平時會使用染粉染成棕色。變裝時會戴上金色假髮。
艾莉絲·費林明（声：鶴野恭子黃麗芳）
來自美國的交換學生，10歲就從MIT畢業的天才少女，性格非常開朗但有點急躁，和北斗等人同年紀，卻已經是個優秀的電腦專家，來到日本的主目的是協助整個GEAR總部對數據武器的研究與分析。
涉谷長官（声：西村知道黃子敬）
秘密特務組織GEAR的總司令官。和藹可親對小孩很好。作為創建組織的關係者之一，也知道貝卡的真身。
吉良国進（声：野島健兒梁偉德）
GEAR內高階戰鬥人員，時常被銀河叫作「大叔」。
先前是與貝卡一同擔任電童的駕駛員，但是當電童自行抉擇了北斗和銀河後，便轉職為支援戰機塞爾法塔的駕駛員，擁有優秀的空間相位能力。
因意外發現總部並崇拜英雄而加入。擁有奧運選手般的飛碟射擊能力。作為名門的繼承人在與同為名門的愛子相親後而相識相戀。
井上博士（声：高戶靖廣潘文柏）
GEAR的机械技术開發。負責電童與數據武器全部的開發整備與分析。
浅野愛子（声：芳野美樹林元春）
GEAR總部的操作員之一。唯一能在西洋棋中勝過總部主電腦MDO的人，喜歡RPG遊戲而常遲到。作為名門望族的千金，偶然與吉良國相親後而相識相戀。
早瀬久美（声：根谷美智子盧素娟）
GEAR總部的首席操作員。一頭棕色短髮的美女，身材姣好。後期負責凰牙的指示。
西園寺實（声：岸野一彥源家祥）
北斗無血緣關係的祖父，草薙織繪（貝卡）的養父。
實際上是日本政治和財經界的陰影下重量級人物。
從遇到貝卡後得知機械帝國迦爾法的存在後，與世界各國領導人合作，引入私有財產創立特務組織GEAR以應對機械帝國迦爾法的來襲。
黑崎（声：石川大介蘇強文→雷霆）
西園寺的保鑣。
山下
西園寺家的廚師。
出雲綠（声：加藤優子曾秀清）
銀河和乙女的母親。非常嚴厲經常教訓痛扁銀河，也是銀河的少林拳師傅，在月森町的道場教課。從電童動作早看出兒子是駕駛只是沒說出。
出雲乙女（声：根谷美智子劉惠雲）
銀河的妹妹。4歲。
出雲源一（声：速水獎招世亮）
銀河和乙女的父親，世界各地出差的報道記者，會多國語言。
出雲源太郎（声：河合義雄源家祥）
銀河和乙女的祖父。
草薙圭介（声：一條和矢馮錦堂→蘇強文）
北斗的父親，草薙織繪（貝卡）的丈夫，日東電視台的新聞主播及報導記者。
MDO（声：一條和矢雷霆）
貝卡逃離阿爾克多斯星時的巨大太空船，當時電童被搭載於內。迫降於地球後被隱藏並蓋上GEAR總部，其主電腦移動至總部使用。
雖為太空船但上面仍有搭載一挺主砲與數十門砲台跟飛彈發射器及強大的防護罩。

### 迦爾法帝國
迦爾法皇帝（声：速水奨招世亮）
實際為阿爾克多斯星上的生態管理AI，在判斷星球環境將會被阿爾克多斯人給毀滅後引發了BUG，決定剷除全宇宙智慧生命體成為宇宙之王後包覆為一個機械的『攻擊衛星-迦爾法帝國』，上有上千座螺旋城與無數的機獸，在殺害阿爾克多斯星人後也毀滅了無數星球。其主砲擁有毀滅星球的能力
其本身為7台超大電腦組成，每一台都受數碼武器對應保護著。
ZERO（声：速水奨招世亮）
皇帝的左右手，人類形象用一名白西裝的光頭男子形象，在先鋒的螺旋城毀滅後作為昂的保鑣與指導人而來到地球。
作風心狠手辣不擇手段且快速，失敗的人會被他處分掉，短時間內就掌握了全地球資訊並給予GEAR毀滅性打擊。
儘管為人身仍跟其他機獸一樣，地球軍方的武器對其無效，使用一把如意棒作為武器。
其機身與搭乘的機獸皆與皇帝互相備份系統保護著因此會不斷重生，除非同時打倒兩方。
阿鲁提亚（声：中田和宏、野島健兒（少年時期）馮錦堂）
凰牙的駕駛員之一，貝卡的皇兄，北斗的舅舅。被迦爾法帝國刪除記憶而為敵，作為被稱為「黑騎士」的迦爾法帝國的親衛隊長及昂的哥哥，穩重沉著其實力高強常將電童壓制，本身也是個劍術達人。持有凰牙的白色傳動指揮器。
昴（声：鈴村健一梁偉德）
迦爾法皇帝的養子。被養大的「王子」，也被當成「王子」般被奉承，起初如同機械般沒太多情感，在接觸北斗後心境產生了變化。被設定成阿魯提亞的弟弟，並作為凰牙的候補駕駛員。討厭吵雜的都市喜歡植物。
螺旋城（声：西村知道黃子敬）
一個螺絲形狀的巨大太空要塞，在初期入侵時就固定於月面作為前線基地，也被GEAR眾人稱月球上的螺旋城。其中央反應爐被設置成巨型AI，擁有自我意識，負責入侵的控制指揮。在發現第一隻數碼武器後便安排旗下的3機將潛入地球探查。
Absolut（声：野島健児潘文柏）
3機將之一。外型為船錨與女性體型的結合的銀色身體。為喜歡卑鄙手段的動腦派。液態金屬般的軀體使其難以捕捉攻擊。小型晶片化身為視覺系男子造型，利用前髮來探查數碼武器。本體被破壞後喪失記憶於地球漂流吃金屬維生，被昂帶回去並作為下屬照顧免除ZERO的處份。
gourmet（声：一条和矢雷霆）
3機將之一。外型為有巨大手臂的壯漢般的金色身體。重秩序跟紀律的軍人性格。曾密謀暗殺阿魯提亞。擁有能使數碼武器失效無法使用的能力。小型晶片化身為街頭藝人造型，與其他兩人相比像是個怪咖般的笑話製造者，卻也是最有作戰頭腦的。本體被破壞後喪失記憶於地球漂流吃金屬維生，被昂帶回去並作為下屬照顧免除ZERO的處份。
Witter（声：高戶靖廣陳永信）
3機將之一。外型為球體頭部與環狀身體及菱形四肢等元素結合的銅色身體。喜歡破壞與爆炸。全身能分離攻擊，只要頭部存在就能一直再生。小型晶片化身為鷹架工人造型，沒啥使命感常感無趣。本體被破壞後喪失記憶於地球漂流吃金屬維生，被昂帶回去並作為下屬照顧免除ZERO的處份。

## 登場機器

### GEAR
GEAR戰士電童（Gear Fighter Dendoh）
為一架雙人駕駛型機械人，主體色則為藍與白。臉部平時覆蓋著面具，在啟動後面具會隨之向上開啟。手腳各安裝有四組超級等離子驅動體，能夠提供電童平時的移動和防禦以及攻擊強化。而且電童本身極為堅固，就算是被大口徑火力擊中也難以損毀，只不過在操作上要求兩位駕駛的所有動作和思考都達到同步的型態，在經過導入凰牙的資料改良後也能一人駕駛使用。
全高：24.5m
全高（面具打開時）：25.0m
重量：399.8t
裝備重量：449.3t
輸出：736.0MW
驅動體轉速：1223rpm
高速模式時：無法測量
行走速度：72.0km/h
疾風激走腳最高速度：999.0km/h
技能（電童、凰牙可通用使用）：
- 疾風三連撃
- 疾風激走腳
- 旋風回転拳
- 旋風回転腳
- 爆砕重落下
- 剛腕大裂斬
- 剛腕粉砕撃
- 旋風二連腳
- 旋風三連腳
- 旋風裂腳刃
- 飛影朧
- 重戰突撃
- 閃光雷刃擊

為電童本身內載的特殊攻擊方式，以手部超級等離子驅動體高速旋轉產生電離子引發閃電後朝週遭進行大範圍的掃蕩攻擊。
- 飛翔烈風波
- 波動龍神撃
- 地斬亂舞塵

全裝甲電童（Full Armor Dendoh）
- 簡介：

只出現在第24集，裝備地球製造的各種武器的電童。
這裝備可以減少電池電量的消耗。
- 機體武裝：

電童劍（Dendoh Sword）
雙重戰斧（Double Tomahawk）
超電童溜溜球（Super Dendoh Yo-Yo） x2
光束來福槍（Beam Rifle）
3連装加農砲（3-Tube Cannon）
9連装飛彈發射器（9-Tube Missile Launcher）
腿部3連装飛彈發射器（3-Barrel Missile Launcher）
電童弓箭（Bow and Energy Encased Arrows）
能量包（Energy Pack）
騎士GEAR凰牙（Knight Gear Oger）
屬於電童的複製型機體，但本身僅為一人駕駛，主體色則為黑與紅。和電童一樣臉部平時覆蓋著面具，但卻有光明型態和黑暗型態兩種區分，黑暗型態下就算啟動面具也是全天候覆蓋著，光明型態下面具則會開啟。
全高：28.5m
全高（面具打開時）：25.8m
重量：401.0t
裝備重量：450.5t
輸出：736.0MW
驅動體轉速：1223rpm
高速模式時：無法測量
行走速度：72.0km/h
疾風激走腳最高速度：999.0km/h
技能：
- 和電童相同

### 數據武器
稱作「電子之聖獸」的程式生命體，在阿爾克多斯的傳說中被稱呼為七個神。除去火鳳凰外其餘六架均在到達地球後便以電子信號的形式四散於各地，具有獨立的意志去選擇契約者——電童或凰牙的駕駛員，在安裝後能夠透過消耗大量的能源使出終極攻勢（Final Attack），此外在沒有安裝的狀態下可以透過檔案讀取的方式形成獨立的戰力。劇中共有7個數據武器先後登場。

以下記載根據登場順序：
獨角獸金鋼鑽（Unicorn Drill）
安裝後附著於右手，終極攻勢型態為從獨角轟出的超長距離能量龍捲風，並能啟動特殊能力「火焰壁壘（Fire Wall）」。
全高：23m
武器全長：19.9m
象徴：信頼
屬性：渦
技能：尖角鑽頭、主力切割刀
響尾蛇之鞭（Viper Whip）
安裝後附著於左手，終極攻勢型態為高速旋轉後直接以蛇頭衝擊對手的電磁鍊枷，並能啟動特殊能力「瞬間幻影（Illusion Flash）」。
全高：58m
武器全長：8.1m
象徴：自信
屬性：雷
技能：毒蛇之錘、破碎之牙、閃電之鞭
獅王光環（Leo Circle）
安裝後附著於右腳，終極攻勢型態為從環上轟出的圓鋸式能量刃，並能啟動特殊能力「終極掃描（Hyper Scan）」。
全高：15m
武器全長：8.9m
象徴：勇氣
屬性：風
技能：圓規切割刀、獅子之爪
犄角野牛（Bull Horn）
安裝後附著於右手，終極攻勢型態為重擊地面後衝出大量尖刺晶體的長距離突擊，並能啟動特殊能力「高頻震盪」。
全高：16m
武器全長：17.7m
象徴：智慧
屬性：地
技能：公牛破碎機、熱能之尾
烈焰火龍（Dragon Flare）
安裝後附著於左腳，終極攻勢型態為從口中吐出的超長距離火炎能量砲，並能啟動特殊能力「衝擊光線（Crush Ray）」。
全高：27m
武器全長：9.4m
象徴：感情
屬性：火
技能：龍之刀、燃燒閃光
機槍山豬（Gatling Boar）
安裝後附著於胸口，終極攻勢型態為從炮口轟出的大量超長距離與大範圍能量機炮，並能啟動特殊能力「時間管理（Clock Manager）」。
全高：12m
武器全長：10.4m
象徴：創造
屬性：光
技能：加格林機關槍、力量之牙
超獸王 輝刃（Chojuuoh Kiba）
藉助著火鳳凰的力量，由獨角獸金鋼鑽和獅王光環融合而成的數據獸之王。共有兩組安裝型態，狙擊者（Striker）與馴服者（Breaker）。狙擊者為安裝在左側的雙手螺旋騎槍，終極攻勢型態為長距離突進穿刺，且只要能量足夠就能夠永無限制的使用下去；馴服者為安裝在右側的雙手大劍，終極攻勢型態為貫穿天地的光劍斬擊。
全高：17.4m
武器全長：34.7m
象徴：友情（信頼+勇氣）
屬性：嵐（渦+風）
技能：光束翼、頭部切割刀
火鳳凰（Phoenix Aile）
共有電童和凰牙兩種安裝型態，為劇中唯一一個同時可以拆分為三份的電子聖獸，並能啟動特殊能力「無限能源」。
電童安裝後附著於背後，型態為超巨大的翅膀，並能提供無限的能量，終極攻勢型態為從將翅膀展開後朝四面八方展開的全屏炮擊，並且具有將所有的電子聖獸融合為一把超巨型雙手劍的能力。
凰牙安裝後型態為為雙刀，劇中並未出現以該型態發動的終極攻勢。
全高：20.4m
武器全長：98.4m
象徴：希望
屬性：彩虹
技能：耶魯之刀

## 用語
GEAR
可以指守護阿爾克多斯的巨型機器人的統稱，會自行選擇駕駛員。
或「Guard Earth and Advanced Reconnaissance」的簡稱，為應對機械帝國迦爾法來襲的特務組織，對外所有成員都有一個相對應的隱藏身分，總部隱藏於一個外貌看似宇宙飛船的大型綜合商場兼演藝廳下方。
機械帝国迦爾法
為阿爾克多斯上的生態電腦的主稱。本體安裝於阿爾克多斯皇宮的地底下，是一組超精密並且環繞著整個牆壁以類似火山的形狀安裝的電子電路板，原先是操控著整個生態系統的電腦，但卻因為自我意識覺醒從而想要消滅人類並且一統整個宇宙，只不過電子電路板只是平時的型態，在遭受攻擊後將會啟動防禦型態──巨大的九頭龍。另外為了監控與指揮，又額外分出一個身體ZERO，型態和電子聖獸類似，如不一起摧毀不論是被擊敗幾次都能在短時間內重生，基本上唯一可能有效的只有電腦病毒攻擊，火鳳凰稱呼其為生死相依的半身。
機獸
為機械帝國中最基層的兵種，本身可透過像其他機械體注射、融合的方式形成新的機獸型態，在一般狀態下雖沒有特殊能力，卻可持用武器從而形成大片的彈幕攻擊。
重機獸
為機獸的進階型態兵種，本身擁有著比機獸更加厚重的裝甲和火力，同時也有著些許特殊能力。
機士
為機械帝國中高級將領們的護衛，裝甲強度、火力、特殊能力甚至是自身智能都要比前兩者還要來得更高。
機將
為迦爾法帝國中的高階將領，具有相當程度的指揮權，以及遠超於其他機獸、重機獸與機士的特殊能力，甚至能夠製造小型晶片分身模擬人類的外貌潛入調查。
數據武器
稱作「電子之聖獸」的程式生命體，有獨立的意志去選擇契約者——電童或凰牙的駕駛員。
在阿爾克多斯的傳說中被稱呼為七個神。
參照「數據武器」
終極攻擊
每一種數據武器安裝在驅動器上攻擊，為GEAR最強的必殺技。
在每次使用終極攻擊後，超級電童電池的能源一定耗盡。
傳動指揮器
GEAR的啟動裝置，同時操作GEAR的超級等離子驅動體，可以安裝數據武器，和執行操作終極攻擊的程序。
在動畫中，只有三個藍色、黑色、白色的傳動指揮器。
MDO
為一架宇宙飛船，同時兼職GEAR總部的主電腦，本身的啟動指令只有依靠阿爾克多斯皇族的聲音才能啟動，本身和迦爾法的系統是出於同源。作為本體的飛船就隱藏在總部的下方，同時內部所擁有的能源塊會釋放出吸引電子聖獸的特殊波長，使所有（除了火鳳凰）電子聖獸在本能中會以這個能源塊為中心活動。
超級電童電池
GEAR的能量來源。
是一枚有AA電池的形狀的巨型電池，必須在同時使用兩枚電池。
一枚超級電童電池的容量大約為覆蓋全日本的一日總功率。
- 電池全長：6.0m
- 電池重量：24.5t
- 電壓出力：1.5MV

星見町
阿爾克多斯
是一個類地行星，本身有著和地球相當相似的外貌與生態，本身在有著豐富的生態系統的同時也有著高度的機械技術，是一個生態與科技同時並進的星球。在大氣圈外層有著一層單向防護罩（只出不進）、一個具備獨立動力源的武裝衛星同時也是整個防護罩的管理中樞，和一個獨立的恆星，可以說幾乎所有有關生命的一切能量都是交由電子系統所管理，甚至連降雨時間都能嚴格的控制。在故事結尾時，迦爾法皇帝為了消滅地球，決定將整個星球移往地球，隨著迦爾法被打敗，阿爾克多斯似乎停留在地球上的衛星軌道了。
無限層

## 工作人員
- 企畫 - 岩田圭介、木村京太郎、宮河恭夫
- 原作 - 矢立肇
- 總監督 - 福田己津央
- 系列構成 - 兩澤千晶
- 角色/機獸設計 - 久行宏和
- 主要機械設計 - 阿久津潤一、PLEX
- 機械設計工作 - 今石進、大輪充、戸部隆一、PLEX
- 總作畫監督 - 久行宏和、重田智
- 美術監督 - 池田繁美
- 色彩設定 - 黑柳朋子
- 撮影監督 - 桶田一展
- 編集 - 鶴渕友彰
- 音響監督 - 藤野貞義
- 音響效果 - 蔭山満
- 音樂 - 佐橋俊彦
- 音樂製作人 - 野崎圭一、佐保歌名世
- 音樂制作/協力 - Victor Entertainment、TV東京音樂、日昇音樂出版
- 製作人 - 五島尚武、高城一典、古里尚丈
- 製作 - 東京電視台、読売広告社、日昇動畫

## 主題歌
片頭曲
「W-Infinity」
作詞 - 石川雅敏 / 作曲 - Little Voice / 編曲 - HAL2000 / 歌 - 三重野瞳 with 影山浩宣
片尾曲
「COUNT DOWN」
作詞 - 芦原みき / 作曲 - Little Voice / 編曲 - HAL2000 / 歌 - Little Voice
「Brand New Mermaid」
作詞 - 三重野瞳 / 作曲・編曲 - 西田マサラ / 歌 - C-DRiVE
插入曲
「HEART DRIVE」
作詞 - 清水しょうこ / 作曲・編曲 - 西田マサラ / 歌 - C-DRiVE
「Over the Rainbow」
作詞 - 葦原みき / 作曲・歌 - Little Voice / 編曲 - HAL2000
「FINAL ATTACK」
作詞 - 石川雅敬 / 作曲 - 柿島伸次 / 編曲 - 西田マサラ / 歌 - REN

## 各話標題
| 話数 | 標題 | 脚本           | 分鏡                       | 演出              | 作畫監督       | 機械作畫監督         | 登場機獸                                                                          |
| ---- | ---- | -------------- | -------------------------- | ----------------- | -------------- | -------------------- | --------------------------------------------------------------------------------- |
| 1    |      | 富田祐弘       | 小原正和                   | 小原正和          | しんぼたくろう | 中田栄治             | - 機獣オービトン（複数）                                                          |
| 2    |      | 富田祐弘       | 日高政光                   | 渡邊哲哉          | 山口晋         | 山口晋               | - 機獣ブロードン                                                                  |
| 3    |      | あみやまさはる | 飛鳥京作                   | 細田雅弘          | 丹羽恭利       | 丹羽恭利             | - 機獣パラボーン                                                                  |
| 4    |      | 吉野弘幸       | 南康宏                     | 南康宏            | 久行宏和       | 池田有               | -                                                                                 |
| 5    |      | 小林靖子       | 小原正和                   | 小原正和          | しんぼたくろう | 中田栄治             | - 機獣スクーダス - 機獣モビルズ - 機獣カミオーン                                  |
| 6    |      | 小林靖子       | 山口晋                     | 細田雅弘          | 牛島勇二       | ししどさとし         | - 機獣ファイタス                                                                  |
| 7    |      | あみやまさはる | 渡邊哲哉                   | 渡邊哲哉          | 高橋晃         | 高橋晃               | - 機獣シグライト - 機獣クレイン - 機獣タンギル                                    |
| 8    |      | 吉野弘幸       | 南康宏                     | 南康宏            | 山口晋         | 山口晋               | - 機獣ジョーベル                                                                  |
| 9    |      | あみやまさはる | 山中英治                   | 高木茂樹          | 久行宏和       | 池田有               | - 機士ウィルス - 機士エラー - 機士バグ - 機士ロック - 機士ハング - 機士クラッシュ |
| 10   |      | 吉野弘幸       | 日高政光                   | 小野学            | 高橋晃         | 高橋晃               | - 機士ウィルス - 機士エラー - 機士バグ - 機士ロック - 機士ハング - 機士クラッシュ |
| 11   |      | 小林靖子       | 山口晋                     | 小原正和          | しんぼたくろう | 中田栄治             | - 機士ウィルス - 機士エラー - 機士バグ - 機士ロック - 機士ハング                  |
| 12   |      | 兩澤千晶       | 細田雅弘                   | 細田雅弘          | 鈴木雄大       | 鈴木雄大             | -                                                                                 |
| 13   |      | 兩澤千晶       | 日高政光                   | 高木茂樹          | 高橋晃         | 高橋晃               | - 重機獣スピア - 重機獣シザーズ                                                   |
| 14   |      | 吉野弘幸       | 南康宏                     | 南康宏            | 山口晋         | 山口晋               | - 重機獣エレキデス                                                                |
| 15   |      | 外池省二       | 紅優                       | 小野学            | 久行宏和       | 池田有               | - ラゴウ - 重機獣フィーラー                                                       |
| 16   |      | 小林靖子       | 菱川直樹                   | 菱川直樹          | しんぼたくろう | 中田栄治             | - ラゴウ - 重機獣スカッシャー                                                     |
| 17   |      | 外池省二       | 谷口悟朗                   | 粟井重紀          | 鈴木雄大       | 鈴木雄大             | - ラゴウ - 重機獣ディフェンダー                                                   |
| 18   |      | 吉野弘幸       | 福田己津央 南康宏          | 南康宏            | 高橋晃         | 高橋晃               | - 重機獣ダイバー                                                                  |
| 19   |      | 吉野弘幸       | 小原正和                   | 小原正和          | 山口晋         | 山口晋               | - ラゴウ - 重機獣アサルトン                                                       |
| 20   |      | あみやまさはる | 紅優                       | 高木茂樹          | 久行宏和       | 池田有               | - 重機獣バブルート                                                                |
| 21   |      | 小林靖子       | 菱川直樹                   | 菱川直樹          | 高橋晃         | 高橋晃               | - 機将ギガウィッター                                                              |
| 22   |      | 外池省二       | 小野学                     | 小野学            | しんぼたくろう | 中田栄治             | - 機士ロム - 機士ラム                                                             |
| 23   |      | 兩澤千晶       | 福田己津央 高木茂樹 南康宏 | 南康宏            | 高橋晃         | 高橋晃               | -                                                                                 |
| 24   |      | 外池省二       | 高木茂樹 小原正和          | 川島宏            | 山沢実         | 山沢実               | - 機将ギガグルメイ - アルデバラン                                                 |
| 25   |      | あみやまさはる | 山口晋                     | 小原正和          | 山口晋         | 山口晋               | - 機将ギガグルメイ - アルデバラン                                                 |
| 26   |      | 吉野弘幸       | 日高政光                   | 高木茂樹          | 久行宏和       | 池田有               | - 螺旋城 - 機将ギガアブゾルート                                                   |
| 27   |      | 小林靖子       | 川島宏                     | 菱川直樹 高田昌宏 | 高橋晃         | 高橋晃               | - 機士レッドビット - 機士ブラックビット                                           |
| 28   |      | あみやまさはる | 小野学 福田己津央          | 小野学            | しんぼたくろう | 中田栄治             | - 機士ジェル→機士ジャム                                                           |
| 29   |      | 外池省二       | 菱川直樹 南康宏            | 南康宏            | 高橋晃         | 高橋晃               | - 機士ドラッグ - 機士フリーズ                                                     |
| 30   |      | 吉野弘幸       | 福田己津央 日高政光        | 高木茂樹          | 久行宏和       | 池田有               | -                                                                                 |
| 31   |      | 吉野弘幸       | 小原正和 山口晋            | 小原正和          | 山口晋         | 山口晋               | - 機士テイルズ                                                                    |
| 32   |      | 浅野智哉       | 菱川直樹                   | 菱川直樹 高田昌宏 | しんぼたくろう | 中田栄治             | - 機士レガシー - 機士ジャック                                                     |
| 33   |      | 外池省二       | 小野学 福田己津央          | 小野学            | 高橋晃         | 高橋晃               | - 機士バイアス - 機士ワーム                                                       |
| 34   |      | 木村暢         | 小野学 高木茂樹            | 南康宏            | 久行宏和       | 池田有 井村学        | - 機士バイアス - 機士ワーム                                                       |
| 35   |      | 浅野智哉       | 南康宏 菱川直樹 福田己津央 | 高木茂樹          | 高橋晃         | 高橋晃               | - 機士グルメイS型（複数） - 機士フリゲーター（複数）                              |
| 36   |      | 木村暢         | 小原正和 福田己津央 南康宏 | 小原正和          | しんぼたくろう | 中田栄治             | - 機士グルメイS型（複数） - 機士フリゲーター（複数） - 機士ランス - 機士メイス    |
| 37   |      | 吉野弘幸       | 菱川直樹 山口晋            | 菱川直樹 高田昌宏 | 山口晋         | 山口晋               | -                                                                                 |
| 38   |      | 兩澤千晶       | 南康宏 小野学 福田己津央   | 福田己津央 小野学 | 久行宏和       | 池田有 井村学 重田智 | - ガルファ皇帝 - ベクターゼロ - 機士シム - 機士ディム                             |

## 參與遊戲
- SUNRISE WORLDWAR from SUNRISE英雄譚
- 超級機器人大戰R
- 超級機器人大戰MX

## 外部連結
- 《GEAR戰士電童》日昇官方網站（页面存档备份，存于）（日語）
- . （原始内容存档于2000-10-17） （日语）.

1. ↑  火鳳凰藏身於電童內
2. ↑  超獸王 輝刃為獨角獸金鋼鑽和獅王光環融合而成，並不算是一個新的數據武器。